# Ingrid Held
Pour les articles homonymes, voir Held.
Ingrid Held est une actrice française, devenue historienne de l’art et conférencière, née le 15 septembre 1964 à Paris 16e.

## Biographie
Après une formation artistique aux États-Unis, au Conservatoire d'art dramatique de Stella Adler et à l'École de Danse du New York City Ballet, Ingrid Held débute à la télévision en 1985 et interprète son premier rôle au cinéma en 1986, avec Corps et Biens, réalisé par Benoît Jacquot avec Dominique Sanda et Lambert Wilson. En 1987, elle est la partenaire de Patrick Bruel dans La Maison assassinée, réalisé par Georges Lautner, qui lui vaut une nomination au César du meilleur espoir féminin. L'année suivante, elle donne la réplique à Alain Delon dans la mini-série télévisée Cinéma et tourne pour le grand écran Le Cri du Papillon, film tchèque de Karel Kachyňa avec Tom Courtenay. Elle tourne en 1991 son dernier film, Après l'amour, de Diane Kurys.
Ingrid Held a arrêté sa carrière de comédienne en 1992.
Diplômée de l’École du Louvre et de la Sorbonne, elle exerce aujourd'hui en tant qu'historienne de l’art et conférencière[réf. nécessaire].

## Filmographie

### Cinéma
- 1991 : Après l'amour de Diane Kurys : Anne
- 1990 : Le cri du papillon (Poslední motý) de Karel Kachyna
- 1990 : La Vie secrète de Ian Fleming (Spymaker: The Secret Life of Ian Fleming) de Ferdinand Fairfax (it) : comtesse de Turbinville
- 1988 : La Maison assassinée de Georges Lautner : Charmaine Dupin
- 1987 : Ennemis intimes de Denis Amar : Mona
- Ingrid Held en mars 20201986 : Gunbus  (Sky bandits (en)) de Zoran Perisic

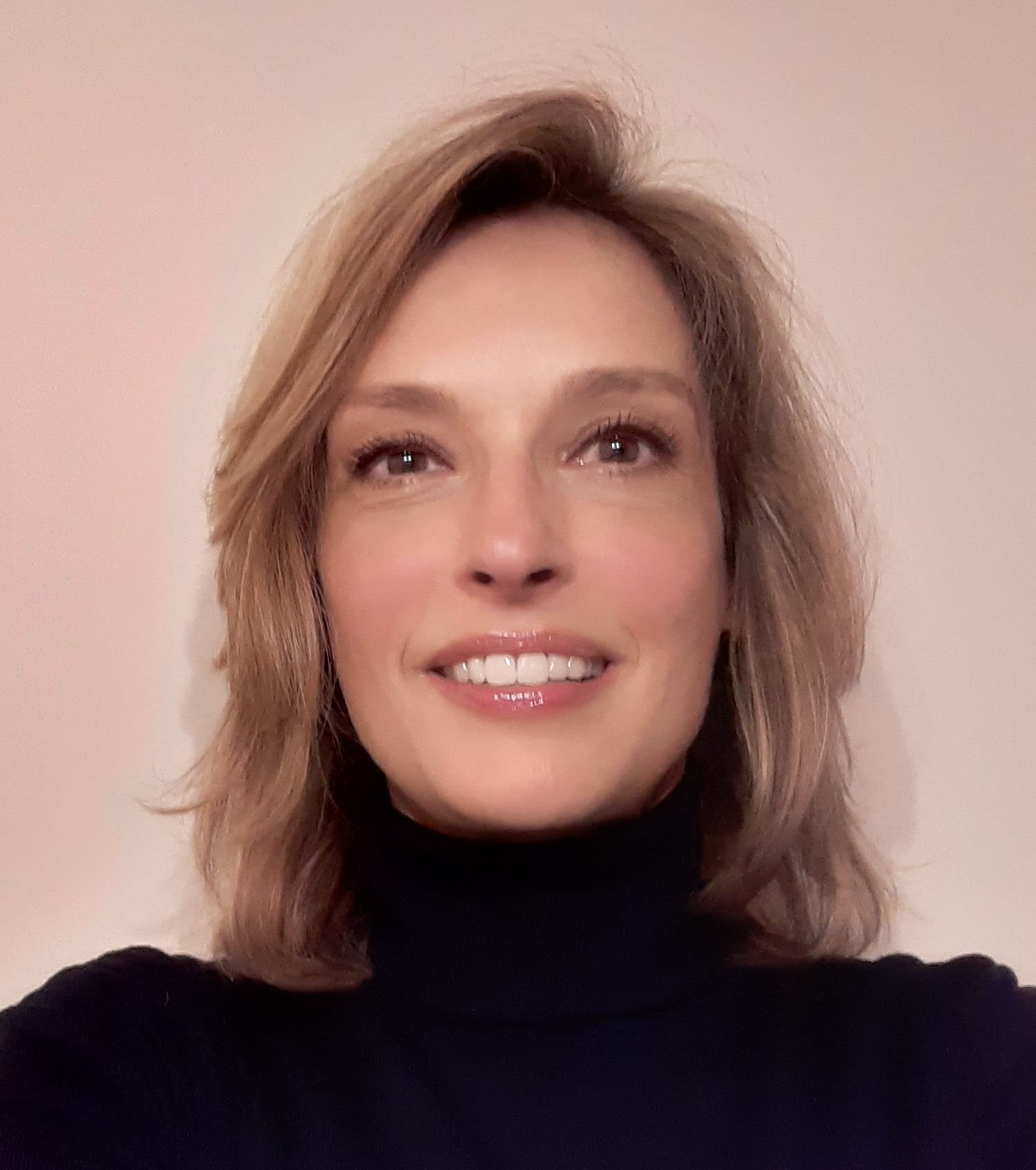
Ingrid Held en mars 2020

- 1986 : Corps et biens de Benoît Jacquot: Ariane

### Télévision
- 1991 : série Le voyageur (The hitchhiker) de Bruno Gantillon, ép. Double vie (Living a lie) (S6/6 E15/85) : Catherine/Agnès
- 1991 : série Love at first sight de Philippe Setbon, ép. Lady hit (E1/2) : Samantha
- 1988 : feuilleton Cinéma de Philippe Lefèbvre : Lulu
- 1988 : série Les jupons de la Révolution de Vincent de Brus, ép. Talleyrand ou Les lions de la revanche (E2/6) : Adélaïde de Flahaut
- 1987 : série Qui c'est ce garçon ? de Nadine Trintignant, ép. Les amours de Justine et Le grand mariage : Justine
- 1985 : série Hôtel du siècle, ép. Le rideau tombe de Jean Kerchbron (E?)